# Fernanda Garay
Fernanda Garay Rodrigues, född 10 maj 1986 i Porto Alegre, är en brasiliansk volleybollspelare. Garay blev olympisk guldmedaljör i volleyboll vid sommarspelen 2012 i London. Hon avslutade sin landslagskarriär efter OS 2021.